# Wyścig Argentyny WTCC
Wyścig Argentyny WTCC – runda World Touring Car Championship rozgrywana od 2013 na torze Autódromo Termas de Río Hondo położonym w mieście Termas de Río Hondo. Runda miała się pierwotnie odbyć 3 kwietnia 2011 na torze Autódromo Oscar Alfredo Gálvez w Buenos Aires, jednak tor nie zdołał uzyskać homologacji FIA i ostatecznie Wyścig Argentyny został zastąpiony Wyścigiem Belgii, który odbył się 24 kwietnia 2011. Runda miała odbyć się rok później, w sezonie 2012, jednak została ponownie odwołana, tym razem z powodu przeciągających się negocjacji z lokalnymi władzami. Jednocześnie ogłoszono, że WTCC w Argentynie mogłoby się odbyć w sezonie 2013, lecz dopiero 4 czerwca 2013 FIA oficjalnie potwierdziła, że runda się odbędzie zastępując Wyścig Brazylii.

## Zwycięzcy
| Sezon | Kierowca                   | Samochód              | Zespół             | Lokalizacja         | Wyniki |
| ----- | -------------------------- | --------------------- | ------------------ | ------------------- | ------ |
| 2013  | Wyścig 1: Yvan Muller      | Chevrolet Cruze       | RML                | Termas de Río Hondo | Wyniki |
| 2013  | Wyścig 2: José María López | BMW 320 TC            | Wiechers-Sport     | Termas de Río Hondo | Wyniki |
| 2014  | Wyścig 1: José María López | Citroën C-Elysée WTCC | Citroën Total WTCC | Termas de Río Hondo | Wyniki |
| 2014  | Wyścig 2: José María López | Citroën C-Elysée WTCC | Citroën Total WTCC | Termas de Río Hondo | Wyniki |
| 2015  | Wyścig 1: José María López | Citroën C-Elysée      | Citroën Total WTCC | Termas de Río Hondo | Wyniki |
| 2015  | Wyścig 2: Sébastien Loeb   | Citroën C-Elysée      | Citroën Total WTCC | Termas de Río Hondo | Wyniki |